# 自己同形数
自己同形数 (じこどうけいすう、英: Automorphic number）とは平方（2乗）したとき、下桁の数が自分自身と同じになる数の事である。
例えば 52 = 25, 62 = 36, 762 = 5776, そして 8906252 = 793212890625, それゆえ 5, 6, 76 , 890625はすべて自己同形数である。
具体的な自己同形数は 1, 5, 6, 25, 76, 376, 625, 9376, ... （オンライン整数列大辞典の数列 A003226） であり、無数に存在することが分かっている。

## 概要
n > 1 を満たす k 桁の自己同形数が与えられたとき, 高々 2k 桁の自己同形数 n' を発見することができる。
{\displaystyle n'=(3\cdot n^{2}-2\cdot n^{3})\ {\bmod {10^{2k}}}\,.}
この式は以下のように求めることができる。10k より大きい桁の部分を {\displaystyle a} とする。
{\displaystyle a=n'-n\equiv 0\ {\bmod {10^{k}}}} である。{\displaystyle n'^{2}\equiv n'{\bmod {10^{2k}}}} であるので
{\displaystyle (n+a)^{2}=n^{2}+2na+a^{2}\equiv n+a\ {\bmod {10^{2k}}}}
{\displaystyle a^{2}\equiv 0\ {\bmod {10^{2k}}}} より整理すると
{\displaystyle n^{2}-n\equiv (1-2n)a\ {\bmod {10^{2k}}}}
両辺に {\displaystyle 1-2n} をかけると
{\displaystyle (n^{2}-n)(1-2n)\equiv a+4a(n^{2}-n)\ {\bmod {10^{2k}}}}
{\displaystyle a\equiv 0\ {\bmod {10^{k}}}} 、 {\displaystyle n^{2}-n\equiv 0\ {\bmod {10^{k}}}} より {\displaystyle a(n^{2}-n)\equiv 0\ {\bmod {10^{2k}}}}
よって 
{\displaystyle (n^{2}-n)(1-2n)\equiv n'-n\ {\bmod {10^{2k}}}}
が成り立つ。これを整理するとはじめの式になる。
1 より大きな k に対応する2つの自己同形数がある。1つは末尾の位が5でもう1つは6である。
そしてそれらの数の1つは以下の形になっている。
{\displaystyle n\equiv 0{\pmod {2^{k}}},\quad n\equiv 1{\pmod {5^{k}}}\,,}
そしてもう1つの自己同形数の形は
{\displaystyle n\equiv 1{\pmod {2^{k}}},\quad n\equiv 0{\pmod {5^{k}}}\,.}
2つの数の合計は 10k + 1 となる。
この2つの数で小さな方の数が 10k−1 より小さい場合、例えば k = 4 である2つの数は9376と625である。
この場合 k 桁の自己同形数にするために小さな方 (k 桁未満) の数にたりない分の桁だけ上位桁に0を付け加える必要がある。(例．9376 + 0625 = 10001)
以下の表は2つの k 桁の自己同形数を発見するために使うことができる。(k ≦ 1000)
```
12781 25400 13369 00860 34889 08436 40238 75765 93682 19796 
26181 91783 35204 92704 19932 48752 37825 86714 82789 05344 
89744 01426 12317 03569 95484 19499 44461 06081 46207 25403 
65599 98271 58835 60350 49327 79554 07419 61849 28095 20937 
53026 85239 09375 62839 14857 16123 67351 97060 92242 42398 
77700 75749 55787 27155 97674 13458 99753 76955 15862 71888 
79415 16307 56966 88163 52155 04889 82717 04378 50802 84340 
84412 64412 68218 48514 15772 99160 34497 01789 23357 96684 
99144 73895 66001 93254 58276 78000 61832 98544 26232 82725 
75561 10733 16069 70158 64984 22229 12554 85729 87933 71478 
66323 17240 55157 56102 35254 39949 99345 60808 38011 90741 
53006 00560 55744 81870 96927 85099 77591 80500 75416 42852 
77081 62011 35024 68060 58163 27617 16767 65260 93752 80568 
44214 48619 39604 99834 47280 67219 06670 41724 00942 34466 
19781 24266 90787 53594 46166 98508 06463 61371 66384 04902 
92193 41881 90958 16595 24477 86184 61409 12878 29843 84317 
03248 17342 88865 72737 66314 65191 04988 02944 79608 14673 
76050 39571 96893 71467 18013 75619 05546 29968 14764 26390 
39530 07319 10816 98029 38509 89006 21665 09580 86381 10005 
57423 42323 08961 09004 10661 99773 92256 25991 82128 90625 
オンライン整数列大辞典
の数列 
A018247
```

1つの自己同形数は最後から k 桁の列をとることでみつけることができる、そして2番目はその数を 10k + 1 から引くことによって求めることができる。
(例．8桁の場合は最後から8桁をとると 12890625 これが1つめの自己同形数、そして2つめは 100000001 − 12890625 = 87109376 となる。)

## 参照
http://planetmath.org/examplesof1automorphicnumbers